# Weinbrenner-Tempel

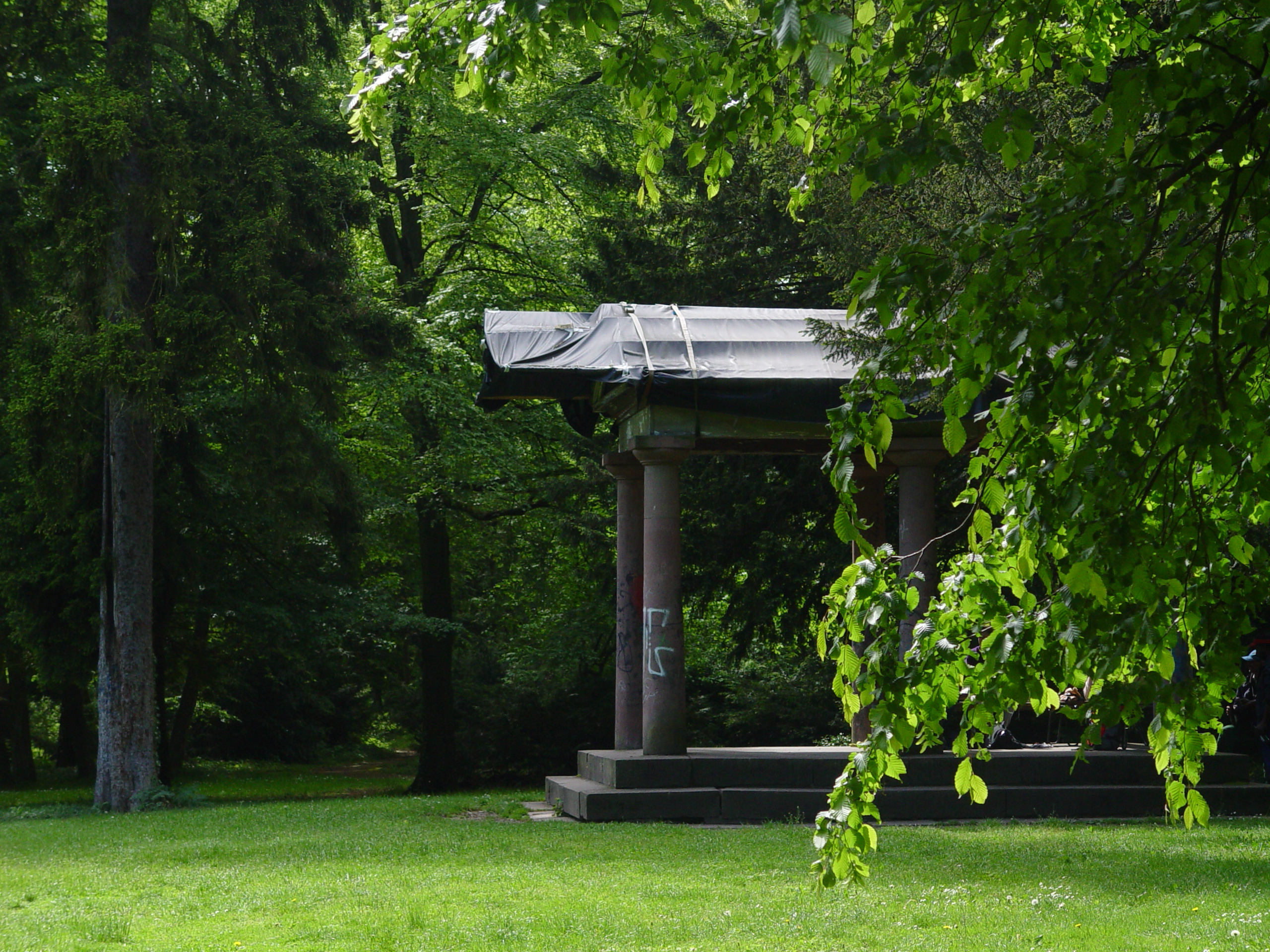
Weinbrennertempel im Schlossgarten von Karlsruhe

Der Weinbrenner-Tempel ist ein von Friedrich Weinbrenner entworfenes klassizistisches Gartenbauwerk, das sich im Schlossgarten des Karlsruher Schlosses in Karlsruhe befindet.

## Geschichte
In den Jahren 1802/03 wurde nach Weinbrenners Plänen im damaligen Erbprinzengarten für die Markgräfin Amalie von Hessen-Darmstadt eine Voliere in der Form eines griechischen Tempels im dorischen Stil errichtet.
Im Jahr 1883 wurde das Areal der Gartenanlage umgestaltet, worauf die Voliere abgebaut wurde. Auf Geheiß von Friedrich I. von Baden wurde der Tempel 1884 im Schlossgarten Karlsruhe unweit des  Schlosses wieder aufgebaut. Er diente fortan nicht mehr als Voliere, sondern wurde in ein Denkmal für Großherzog Karl-Friedrich umgewandelt. In der Mitte der Anlage wurde daraufhin ein Sockel mit dessen Büste aufgestellt, die sich bis zu ihrer mutwilligen Zerstörung im Jahr 1951 dort befand. Im Zuge der Bundesgartenschau von 1967 wurde der Tempel saniert und mit einer neuen Büste versehen, die die Bildhauerin Ilse Michaelis-Glasser gestaltete.

## Heutiger Zustand
In den 1980er Jahren fiel die Büste erneut dem Vandalismus zum Opfer und wurde zerstört. Der Tempel befindet sich heute in einem Zustand fortschreitenden Verfalls und ist stark sanierungsbedürftig. Im Zuge der Dreihundertjahrfeier der Stadt Karlsruhe ist eine aufwendige Sanierung des Denkmals geplant. Auch eine Rückführung der Anlage an ihren ursprünglichen Platz im heutigen Nymphengarten wird diskutiert. Das Denkmal wird von den Staatlichen Schlössern und Gärten Baden-Württembergs verwaltet.